# 行橋市立中京中学校
行橋市立中京中学校（ゆくはししりつちゅうきょうちゅうがっこう）は、福岡県行橋市天生田にある公立中学校。

## 概要
福岡県行橋市天生田にある。全7学級、生徒数241人名（令和3年4月現在）。
校名の由来は、当時の京都郡の中心に位置していることと、「他の新制中学校の模範となるような学校」との願いから名付けられた。

## 沿革
- 1947年（昭和42年）- 稗田･今川･泉 三ヶ村組合立中京中学校として設置。
- 1948年（昭和43年）- 泉中学校分離。稗田・今川 二ヶ村組合立中京中学校設置。
- 1954年（昭和49年）- 稗田村・今川村が市に合併。行橋市立中京中学校と改称。

## 部活動

### 運動部
- サッカー部
- 野球部
- 陸上部
- バスケットボール部（男・女）
- バレーボール部（男・女）
- （剣道部は昔はありましたが今現在2025年はありません）

### 文化部
- 音楽部
- 美術部

## 学区
行橋市立今川小学校と行橋市立稗田小学校の校区。

## 上級生制服
- 男子
  - 冬服-学生服上下
  - 夏服-カッターシャツ、スラックス
- 女子
  - 冬服-セーラー服上下
  - 夏服-カッターシャツ、吊りスカート

## 令和7年入学生以降の制服
- 行橋市各中学校の統一制服が令和7年4月から導入
  - ブレザー、カッターシャツ、ネクタイまたはリボン、スラックスまたはスカート

## 交通

### 駅
- JR九州日豊本線行橋駅 徒歩約1時間
- JR九州日豊本線「南行橋駅」 徒歩約50分
- 平成筑豊鉄道田川線「今川河童駅」 徒歩約20分

### バス
- 太陽交通矢留線「今川小学校」 徒歩約7分